# William Beaumont, 2. Viscount Beaumont
William Beaumont, 2. Viscount Beaumont (getauft 23. April 1438 in Edenham, Lincolnshire; † 19. Dezember 1507) war ein englischer Adliger.

## Leben
William Beaumont war der einzige Sohn des John Beaumont, 1. Viscount Beaumont, aus dessen erster Ehe mit Elisabeth Phelip, Tochter des Thomas Bardolf, 5. Baron Bardolf. Von seinem Vater erbte er 1460 die englischen Titel 2. Viscount Beaumont und 7. Baron Beaumont, sowie die auf den von der englischen Krone kontrollierten Teil Frankreichs bezogenen Titel Vicomte de Beaumont und Comte de Boulogne. 1447 erbte er von seiner Großmutter deren ausgedehnte Ländereien in Norfolk und beanspruchte auch den historisch auf diese bezogenen, 1299 geschaffenen und 1406 seinem Urgroßvater aberkannten Titel Baron Bardolf, ohne dass ihm dieser rechtswirksam zuerkannt wurde. Am 19. Dezember 1507 starb er ohne männliche Erben.

## Militärische und politische Laufbahn
Wie sein Vater war er ein strenger Anhänger der Lancasters. In den Rosenkriegen kämpften daher beide, Vater und Sohn, für die Könige aus dem Hause Lancaster (rote Rose) gegen die Thronprätendenten und Könige aus dem Hause York (weiße Rose). William Beaumont kämpfte mit in der Schlacht von Northampton, in der sein Vater fiel, und in der für das Haus Lancaster so unglücklichen Schlacht von Towton, in der William Beaumont von den Yorkisten gefangen genommen wurde. Durch Parlamentsbeschluss (Bill of Attainder) vom 1. November 1461 wurde er geächtet und seiner Titel entkleidet; seine Ländereien wurden eingezogen. Nachdem das Haus Lancaster mit König Heinrich VI. 1470 wieder an die Macht kam, wurde er in seinem Besitz und seinen Titeln restituiert. Aber bereits 1471 erlangte das Haus York mit König Eduard IV. wieder die Oberhand. William Beaumont wurde erneut geächtet, entkam aber auf die Insel St Michael’s Mount, die er mit dem Earl of Oxford für das Haus Lancaster bis Dezember 1473 gegen die Yorkisten erfolgreich verteidigte. 1474 geriet er jedoch erneut in Gefangenschaft, wurde dann aber 1485 von dem gerade an die Macht gekommenen Heinrich VII. aus dem Hause Tudor, dem Prätendenten des Hauses Lancaster, befreit und durch Parlamentsbeschluss vom 7. November 1485 in alle seine Rechte und Titel wieder eingesetzt.
Da er keine männlichen Erben hatte, erloschen mit seinem Tod die englische Viscountcy und die französischen Titel, während seine englischen Baronien Bardolf und Beaumont in Abeyance zwischen den Enkeln seiner Schwester Joan Beaumont († 1466) aus der Nachkommenlinie aus ihrer ersten Ehe mit John Lovel, 8. Baron Lovel fielen.